# Castilleja rubra
Castilleja rubra är en snyltrotsväxtart som först beskrevs av Drob., och fick sitt nu gällande namn av Rebr.. Castilleja rubra ingår i släktet målarborstar, och familjen snyltrotsväxter. Inga underarter finns listade i Catalogue of Life.